# Emma Fitzpatrick
Emma Fitzpatrick (Marion, 20 marzo 1985) è un'attrice statunitense.

## Biografia
Incomincia a recitare nel 2010 con il cortometraggio Mail Ordered e successivamente in film di successo ma con ruoli minori. Nel 2012 è la protagonista di The Collection, film horror premiato allo Screamfest Film Horror Festival.

## Filmografia

### Cinema
- Mail Ordered, regia di Adam Rosenbaum - cortometraggio (2010)
- The Social Network, regia di David Fincher (2010)
- Ten Paces,cortometraggio regia di Ryan Palmieri (2011)
- In Time, regia di Andrew Niccol (2011)
- The Collection, regia di Marcus Dunstan (2012)
- For Your Consideration, regia di Alberto Belli - cortometraggio (2013)
- Before We Go, regia di Chris Evans (2014)
- Bloodsucking Bastards, regia di Brian James O'Connell (2015)

### Televisione
- CSI: NY - serie TV, 1 episodio (2010)
- Undercovers - serie TV, 1 episodio (2012)
- CSI - Scena del crimine – serie TV, 1 episodi (2013)
- Covert Affairs - serie TV, 1 episodio (2013)
- Review – serie TV, 1 episodio (2014)
- Significant Mother - serie TV, 9 episodi (2015)

## Doppiatrici italiane
Nelle versioni in italiano dei suoi film, Emma Fitzpatrick è stata doppiata da:
- Chiara Colizzi in CSI - Scena del crimine
- Alessia Rubini in The Social Network
- Letizia Scifoni in Significant Mother
- Selvaggia Quattrini in Before We Go